# Kelso (Washington)
Pour les articles homonymes, voir Kelso (homonymie).
La ville de Kelso est le siège du comté de Cowlitz, situé dans l'État de Washington, aux États-Unis.